# Tribu Potter Valley
La tribu Potter Valley és una tribu reconeguda federalment dels pomo al comtat de Mendocino (Califòrnia). Antigament havien estat coneguts com a banda Little River d'indis pomo i ranxeria Potter Valley d'indis pomo de Califòrnia.

## Reserva
La reserva de la tribu Potter Valley és la ranxeria Potter Valley, que té una superfície de 10 acres (40.000 m²). 138 membres de la tribu viuen a la reserva. La ranxeria està situada al vessant occidental de Potter Valley, al sud de Centerville, Califòrnia.
Al començament del segle xx la ranxeria era un llogaret d'11 cases amb 50 residents. Venien de tots els pobles de tota la vall, inclosa la banda yuki huchnom. L'Església Metodista Episcopal va mantenir una escola a la reserva.

## Govern
La tribu dirigeix els seus negocis des d'Ukiah (Califòrnia). L'actual cap tribal és Salvador Rosales.